# Route 307 (Québec)
Pour les articles homonymes, voir Route 307.
La route 307 (R-307) est une route régionale québécoise d'orientation nord / sud située sur la rive nord du fleuve Saint-Laurent. Elle dessert la région administrative de l'Outaouais. 

## Tracé
La route 307 débute sur la rive est de la rivière Gatineau à Gatineau, ville qu'elle relie à Val-des-Bois, 66 km plus au nord. Elle traverse également les municipalités de Cantley (où elle est la principale route de celle-ci) et Val-des-Monts.

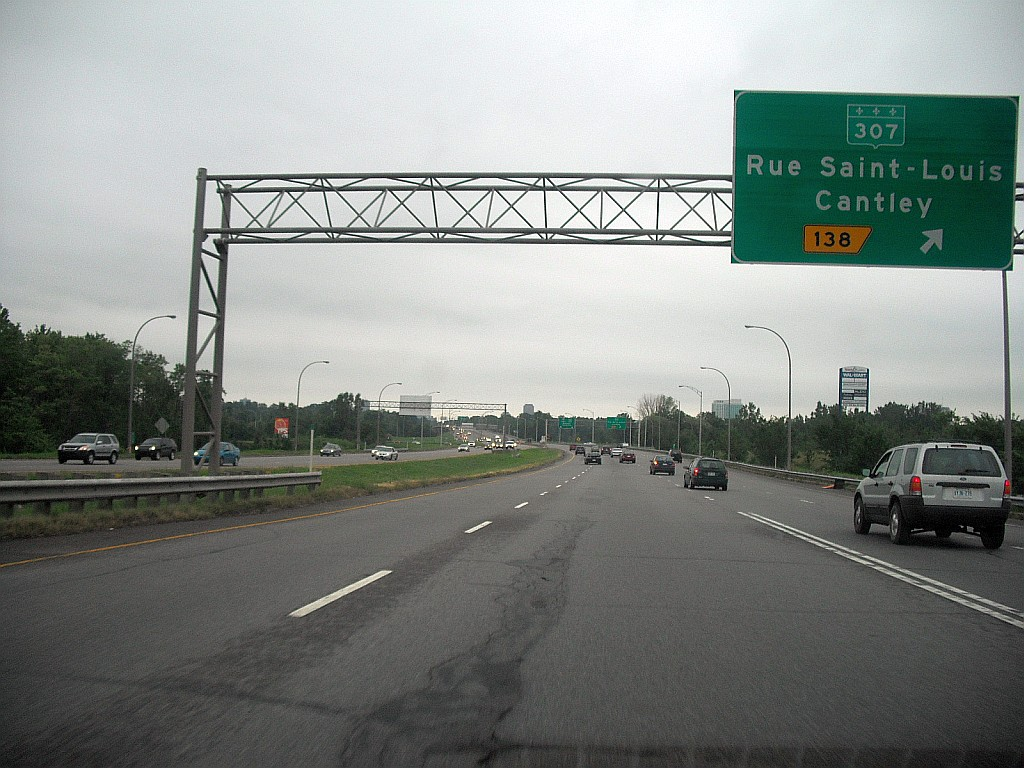
Sur l'A-50, un panneau de sortie pour la route 307 à Gatineau.
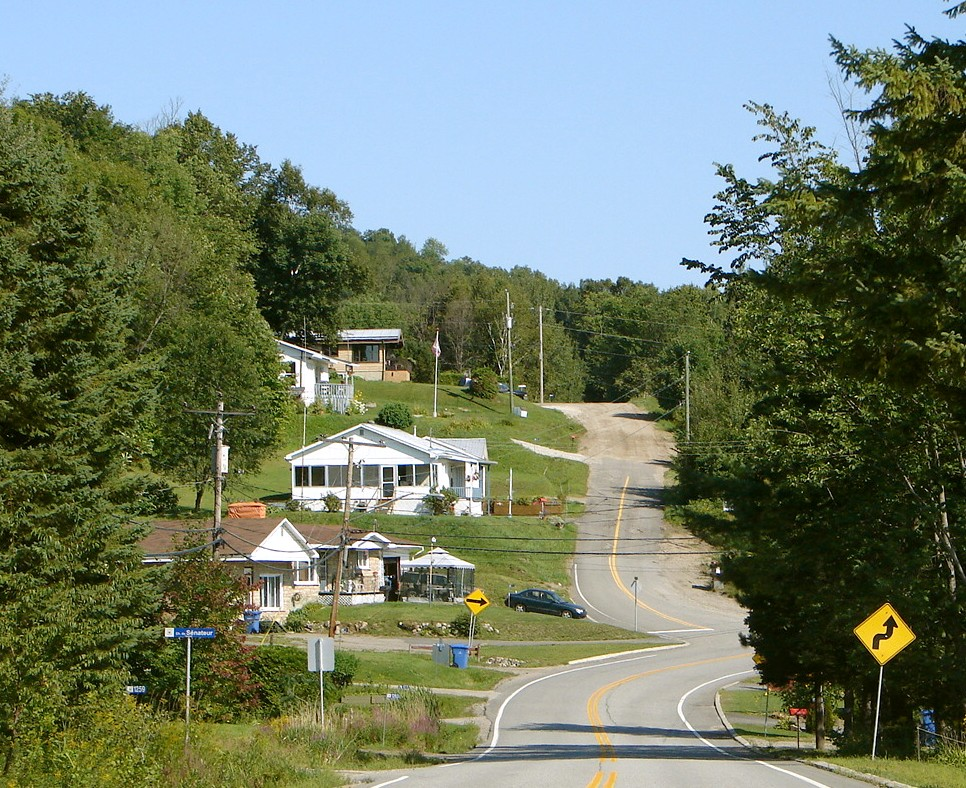
La route 307 à Saint-Pierre-de-Wakefield.

### Modifications au tracé
Le tracé de la route 307 dans le secteur Pointe-Gatineau a été raccourci depuis le boulevard Gréber jusqu'à l'A-50 lorsque l'itinéraire de la route 148 a été joint à celui de l'A-50 entre les boulevards des Allumetières et Maloney.

## Localités traversées (du sud au nord)
Liste des municipalités dont le territoire est traversé par la route 307, regroupées par municipalité régionale de comté.

### Outaouais
Hors MRC
- Gatineau

Les Collines-de-l'Outaouais
- Cantley
- Val-des-Monts

Papineau
- Bowman
- Val-des-Bois

## Intersections majeures
| MRC                         | Municipalité  | km    | Destinations                                             | Notes                                                                           |
| --------------------------- | ------------- | ----- | -------------------------------------------------------- | ------------------------------------------------------------------------------- |
| Gatineau                    | Gatineau      | 0,00  | A-50 / R-148 – Gatineau (Centre-ville), Montréal         | Sortie 138 de l'A-50 / R-148                                                    |
| Les Collines-de-l'Outaouais | Val-des-Monts | 21,80 | R-366 ouest – Wakefield                                  | Terminus sud du multiplex avec la R-366; indications en direction sud seulement |
| Les Collines-de-l'Outaouais | Val-des-Monts | 28,70 | R-366 est – Perkins                                      | Terminus nord du multiplex avec la R-366                                        |
| Papineau                    | Val-des-Bois  | 65,80 | R-309 – Mont-Laurier, Notre-Dame-de-la-Salette, Gatineau |                                                                                 |
| - Terminus de multiplex     |               |       |                                                          |                                                                                 |